# Achtam Chamrokulov
Achtam Chamrokulov (in russo Ахтам Хамрокулов?; Qurǧonteppa, 30 gennaio 1988) è un ex calciatore tagiko, di ruolo attaccante.

## Carriera

### Club
Nel 2013 ha segnato un gol in 6 partite in Coppa dell'AFC.

### Nazionale
Tra il 2007 ed il 2016 ha segnato 4 reti in 26 presenze in nazionale.

## Palmarès

### Club

#### Competizioni nazionali
- Campionato tagiko: 2

Vachš: 2005, 2009
- Coppa del Tagikistan: 2

Regar-TadAZ: 2011, 2012